# شتونگه
شتونگه (به صربی: Šetonje) یک منطقهٔ مسکونی در صربستان است که در پتروواتس نا ملاوی واقع شده‌است.